# Natane
Natane est un prénom.

## Sens et origine du prénom
- Prénom féminin d'origine nord-amérindienne[1] des Arapahos. Prénom qui signifie "fille" ou "ma fille".
- Ce prénom est aujourd'hui donné presque exclusivement à des filles, ce qui confirme son caractère féminin.

## Prénom de personnes célèbres et fréquence
- Prénom aujourd'hui peu usité aux États-Unis[2].
- Prénom donné pour la première fois en France en 1987 comme prénom Masculin dont la signification hébraïque est "Il a Donné", et dont l'occurrence demeure très faible, pas ou quelques fois par an maximum depuis cette date[3].